# 犯罪客体
犯罪客体，是一个大陆法系刑法概念，是指本国刑法所保护的、为犯罪行为所侵犯的社会关系，亦即受侵害的法益。犯罪客体作为犯罪四要件理論中的要件之一，说明犯罪行为危害或侵犯了什么利益或权利，是犯罪行为的严重社会危害性这一本质特征的集中体现。任何一种犯罪，都必然要侵犯一定的客体。
在一些犯罪行为中，犯罪人会同时触犯两类或以上的犯罪客体。比如抢劫罪，所侵犯的直接客体为公私财产所有权和公民的人身权利，立法者着重保护的是公私财产所有权，因而将本罪规定在侵犯财产罪一章之中，公私财产所有权就是本罪的主要客体。